# Gabriel Goldschmied
Gabriel Goldschmied Rodríguez (ur. 22 kwietnia 1939 w Meksyku) – meksykański judoka. Olimpijczyk z Tokio 1964, gdzie zajął dziewiąte miejsce w kategorii 80 kg.
Zdobył brązowy medal na igrzyskach panamerykańskich w 1967. Wicemistrz mistrzostw panamerykańskich w 1965, a trzeci w 1968. Mistrz Igrzysk Ameryki Środkowej i Karaibów w 1966 i 1970 roku.
Jego brat Salvador Goldschmied startował w zapaśniczym turnieju olimpijskim na tych samych igrzyskach, a syn José Goldschmied w zawodach w Atenach 2004.

## Letnie Igrzyska Olimpijskie 1964
| Konkurencja | Walki               | Walki                 | Klas. końcowa |
| Konkurencja | Przeciwnik I        | Przeciwnik II         | Miejsce       |
| ----------- | ------------------- | --------------------- | ------------- |
| -80 kg      | Peter Paige (AUS) Z | James Bregman (USA) P | 9.            |